# Aloe antandroi
Aloe antandroi ist eine Pflanzenart der Gattung der Aloen in der Unterfamilie der Affodillgewächse (Asphodeloideae). Das Artepitheton antandroi verweist auf das Vorkommen der Art bei Antandroi oder auf dem Gebiet der Antandroi auf Madagaskar.

## Beschreibung

### Vegetative Merkmale
Aloe antandroi wächst stammbildend und verzweigt an oder nahe der Basis. Die Wurzeln sind holzig. Die Triebe erreichen eine Länge von 60 bis 100 Zentimeter und sind 5 bis 7 Millimeter dick. In der Regel werden sie durch die Umgebungsvegetation gestützt. Die etwa zwölf bis 20 dreieckigen Laubblätter bilden eine lockere Rosette. Die graugrüne Blattspreite ist 10 bis 15 Zentimeter lang und 0,6 bis 1 Zentimeter breit. Die Blattoberseite ist gelegentlich mit wenigen zerstreuten kleinen weißen Flecken besetzt. An der stumpf gerundeten Blattspitze befinden sich etwa drei kleine weiche weiße Zähne. Die weißen bis sehr bleich braunen Zähne am Blattrand sind 0,5 bis 1 Millimeter lang und stehen 7 bis 10 Millimeter voneinander entfernt. Die grün gestreiften Blattscheiden sind 10 Millimeter voneinander entfernt.

### Blütenstände und Blüten
Der Blütenstand ist einfach oder weist einen Zweig auf. Die lockeren, fast kopfigen Trauben sind 3 Zentimeter lang und 5 Zentimeter breit. Die eiförmig-spitzen Brakteen weisen eine Länge von 4 Millimetern auf und sind 3 Millimeter breit. Die scharlachroten Blüten stehen an 8 Millimeter langen Blütenstielen. Die Blüten sind 22 Millimeter lang und an ihrer Basis gestutzt. Auf Höhe des Fruchtknotens weisen sie einen Durchmesser von 6 Millimetern auf. Darüber sind die Blüten leicht verengt und zur Mündung erweitert. Ihre Perigonblätter sind auf einer Länge von 15 bis 16 Millimetern nicht miteinander verwachsen.

### Genetik
Die Chromosomenzahl beträgt {\displaystyle 2n=14}.

## Systematik und Verbreitung
Aloe antandroi ist im Süden und Südosten auf Madagaskar auf trockenen Kalkfelsen oder Geröll in Höhen von 50 bis 200 Metern verbreitet. 
Die Erstbeschreibung als Gasteria antandroi durch Raymond Decary wurde 1921 veröffentlicht. Henri Alfred Perrier de la Bâthie stellte die Art 1926 in die Gattung Aloe. Ein Synonym ist Aloe leptocaulon Bojer (1837, nom. inval. ICBN-Artikel 32.1c).
Es werden folgende Unterarten unterschieden:
- Aloe antandroi subsp. antandroi
- Aloe antandroi subsp. toliarana J.-B.Castillon

Aloe antandroi subsp. toliarana

Die Erstbeschreibung dieser Unterart durch Jean-Bernard Castillon wurde 2009 veröffentlicht.

## Nachweise